# La mia razza
Che tempi quelli...»
(La nevicata del '56)
La mia razza è il quattordicesimo album di Mia Martini, pubblicato nel 1990 dall'etichetta discografica Fonit Cetra nei formati 33 giri, CD e musicassetta.

## Il disco
Quest'album comprende il brano La nevicata del '56, presentato alla quarantesima edizione del Festival di Sanremo, ed inizialmente destinato a Gabriella Ferri. Con questo brano, la Martini si aggiudica per la terza ed ultima volta (seconda volta consecutiva), il Premio della Critica.
Mia Martini si conferma un'interprete poliedrica, spaziando dai ritmi etnici di Danza pagana (scritta da Mimmo Cavallo) a quelli latini di Chica chica bum (evergreen di Carmen Miranda), fino ai consueti brani d'autore come Domani più su, scritta da Dodi Battaglia ed Enrico Ruggeri, Stringi di più e Cercando il sole di Enzo Gragnaniello, Io e la musica di Amedeo Minghi, e la stessa La mia razza, scritta da Giangilberto Monti e Mauro Pagani.
Domani più su fu presentata nella tappa di Asiago del Festivalbar dello stesso anno.

## Singoli
- 45 giri La nevicata del '56 / Danza pagana Fonit/Cetra SP 1886
- Disco Mix 12" Chica chica bum (Remix) / Chica chica bum (strumentale) Fonit/Cetra DLP 638

Qualche mese dopo la pubblicazione dell'album venne preparato un secondo singolo, in formato Disco Mix 12", con il remix del brano Chica chica bum. Mia Martini si dichiarò inorridita per il lavoro fatto in fase di remix del brano e ne bloccò la distribuzione. Il disco non è mai arrivato nei negozi e la tiratura è stata in gran parte mandata al macero.

## Tracce
1. La mia razza – 4:32 (testo: Giangilberto Monti – musica: Mauro Pagani)
2. La nevicata del '56 – 4:35 (testo: Franco Califano, Carla Vistarini – musica: Luigi Lopez, Massimo Cantini)
3. Cercando il sole – 4:04 (Enzo Gragnaniello)
4. La sola verità – 4:50 (testo: Guido Morra – musica: Maurizio Fabrizio)
5. Io e la musica – 3:50 (testo: Gaio Chiocchio – musica: Amedeo Minghi)
6. Va' a Marechiaro – 4:05 (Enzo Gragnaniello)
7. Un altro Atlantico – 4:49 (testo: Maurizio Piccoli – musica: Maurizio Fabrizio)
8. Chica chica bum – 2:54 (M. Gordan,H. Warren) – Cover di Carmen Miranda
9. Domani più su – 4:03 (testo: Enrico Ruggeri – musica: Dodi Battaglia)
10. Danza pagana – 4:17 (Mimmo Cavallo)
11. Stringi di più – 2:22 (Enzo Gragnaniello)

## Crediti
- Produzione: Giovanni Sanjust per "Promovideo" di Roma
- Foto: Guido Harari
- Trucco: Antonella Gaglio per Orea Malià
- Acconciature: Castore e Polluce
- Abiti: Giorgio Armani
- Copertina: Luciano Tallarini
- Grafica: SGLU

## Arrangiamenti
- Alessandro Centofanti: La mia razza, Danza pagana
- Renato Serio: Un altro atlantico
- Enzo Gragnaniello: Cercando il sole, Va a Marechiaro, con la consulenza di Peppe Vessicchio
- Peppe Vessicchio: tutte le altre

## Formazione
- Mia Martini: voce, cori (6)
- Gianni Guarracino: chitarra (3, 6, 11), cori (6)
- Maurizio Galli: basso (1, 2, 5, 7, 8, 9, 10)
- Danilo Cherni: tastiera (8)
- Enzo Gragnaniello: chitarra (6), cori (6)
- Giovanni Imparato: percussioni (6)
- Massimo Fumanti: chitarra (1, 2, 5, 7, 8, 10), bouzouki (5)
- Maurizio Abeni: tastiera (4), pianoforte (4)
- Peppe Vessicchio: tastiera (2, 5)
- Peppe Sannino: percussioni (6)
- Dodi Battaglia: chitarra (9)
- Alessandro Centofanti: tastiera (1, 10)
- Rino Zurzolo: basso (3, 6, 11)
- Agostino Marangolo: batteria (1, 2, 5, 7, 8, 10)
- Joe Amoruso: tastiera (3, 6)
- Stefano Senesi: pianoforte (9)
- Mimì Ciaramella: batteria (3, 6)
- Peppe Cozzolino: tastiera (5)
- Maurizio Dei Lazzaretti: batteria (4, 9)
- Sikus Ricuarte: flauto di Pan (3)
- Daniele Sepe: quena (3)

## Ringraziamenti
Mimì ringrazia:
- Il Cica Cica Boom di Roma;
- la Qemme;
- Claudio Belfiore;
- Gaspare Zola;
- Mimmo Cavallo;
- Enzo Gragnaniello;
- Dodi Battaglia;
- Fabrizio De André.